# Eustáquio Delafosse
Eustáquio Delafosse (em francês: Eustache de la Fosse) foi um flamengo falante de francês que partiu de Tournai, e que viajou com viajantes portugueses para o oeste da África (1479–1480) onde hoje é Guiné-Bissau, à 12° latitude norte. Ele deixou um manuscrito de suas viagens datado de 1548.